# Український Засів
«Український засів: літературний часопис» — місячник, що виходив у Харкові з жовтня 1942 під редакцією Віктора Платоновича Петрова. Впродовж 1942—43 вийшло 4 числа.
Засновник та редактор — Віктор Домонтович (В. П. Петров).
Видавав журнал Відділ пропаганди німецької армії в Україні. Журнал виходив у Харкові, потім у Кіровограді у 1942—1943 роках.

## Вміст
Починалися числа віршами В.Борового, С.Гординського, М.Зерова, Ю.Косача, Є.Плужника, Ю.Шереха (псевд. Ю.Шевельова) та ін.
Обов'язково вміщувалися переклади нім. авторів.
Публікувалися прозові твори К. Буревія (псевд. К. Сокольського), Віктора Домонтовича (псевдонім Віктора Петрова), Г. Косинки, В. Корінця, М. Цуканової, Євгена Яворівського та інших.
Наукові публікації здебільшого присвячувалися творчості Тараса Шевченка.
Рубрика «Критика й бібліографія» інформувала про нові видання укр. вид-в Львова, Харкова, Праги (нині столиця Чехії), Кракова, Берліна (Німеччина). Однак передовсім повідомлялося про нім. публікації з укр. тематики.
Завершувалися числа хронікою про події культ. і наук. життя в різних містах України.
На його сторінках різножанрові твори друкували Улас Самчук, Юрій Бойко, Марія Галич, Володимир Державин, Михайло Зеров, Василь Гришко, Гр. Шевчук (псевдонім Юрія Шевельова) та інші.